# Liste der Mitglieder der Deutschen Akademie der Naturforscher Leopoldina/1776
Die Liste der Mitglieder der Deutschen Akademie der Naturforscher Leopoldina für 1776 enthält alle Personen, die im Jahr 1776 zum Mitglied ernannt wurden. Insgesamt gab es sieben neu gewählte Mitglieder.

## Mitglieder
| Nr. | Name                        | Beiname           | Geboren       | Aufnahme | Gestorben     | Sektion   | Bild                                   | Datenbank                   |
| --- | --------------------------- | ----------------- | ------------- | -------- | ------------- | --------- | -------------------------------------- | --------------------------- |
| 810 | Wilhelm Gottfried Ploucquet | Polemokrates      | 20. Dez. 1744 | 20. Jan. | 12. Jan. 1814 | Medizin   | Wilhelm Gottfried Ploucquet            | Wilhelm Gottfried Ploucquet |
| 811 | Christian Gottfried Gruner  | Dioscorides VI.   | 8. Nov. 1744  | 6. Feb.  | 5. Dez. 1815  | Botanik   | Christian Gottfried Gruner             | Christian Gottfried Gruner  |
| 812 | Johann Samuel Schröter      | Olympiodorus IV.  | 25. Feb. 1735 | 1. Mai   | 24. März 1808 |           | Gedenktafel von Johann Samuel Schröter | Johann Samuel Schröter      |
| 813 | Johann Philipp Du Roi       | Cassius Dionysius | 2. Juni 1741  | 1. Mai   | 8. Dez. 1785  | Medizin   | Johann Philipp Du Roi                  | Johann Philipp Du Roi       |
| 814 | Karl Gottfried Hagen        | Synesius II.      | 24. Dez. 1749 | 18. Jun. | 2. März 1829  | Chemie    | Karl Gottfried Hagen                   | Karl Gottfried Hagen        |
| 815 | Eberhard Gmelin             | Marcion Smirnaeus | 1. Mai 1751   | 16. Okt. | 3. März 1809  | Medizin   | Eberhard Gmelin                        | Eberhard Gmelin             |
| 816 | Johann Christian Wiegleb    | Morjenus          | 21. Dez. 1732 | 4. Nov.  | 16. Jan. 1800 | Pharmazie | Johann Christian Wiegleb               | Johann Christian Wiegleb    |

## Hinweis zu den Lebensdaten
In der Liste sind zunächst die Lebensdaten gemäß Archiv der Leopoldina aufgenommen. Diese beziehen sich bei noch nicht erstellten Namensartikeln auf die Angaben gem. Neigebaur (1860), Ule (1889) und dem Abgleich mit Wikidata. Die Lebensdaten im später erstellten Namensartikel können daher noch von den Lebensdaten in der Liste abweichen.